# Двесница (Октябрьский район)
Двесница (бел. Дзвесніца) — деревня в Октябрьском районе Гомельской области Белоруссии. В составе Краснослободского сельсовета.
На севере и западе граничит с лесом.

## География

### Расположение
В 36 км на запад от Октябрьского, 29 км от железнодорожной станции Рабкор (на ветке Бобруйск — Рабкор от линии Осиповичи — Жлобин), 266 км от Гомеля.

## Гидрография
На юге и востоке сеть мелиоративных каналов.

## Транспортная сеть
Транспортные связи по просёлочной, затем автомобильной дороге Слуцк — Копаткевичи. Планировка состоит из двух прямолинейных улиц, ориентированных с юго-востока на северо-запад и застроенных деревянными усадьбами.

## История
По письменным источникам известна с начала XX века. В 1908 году фольварк, в Лясковичской волости Бобруйского уезда Минской губернии. Активно застроилась в 1920-е годы. В 1929 году жители вступили в колхоз. Во время Великой Отечественной войны на острове Добрый и в урочище Двесница, находящемся в 2 км на запад от деревни, базировались Минский подпольный обком КП(б)Б, штабы Минского партизанского соединения и партизанские соединения Минской и Полесской областей, подпольная типография. Согласно переписи 1959 года в составе совхоза «Краснослободский» (центр — деревня Красная Слобода). Работали комбикормовый завод, фельдшерско-акушерский пункт, магазин.
Червоннослободский сельсовет в июне 2005 года был переименован в Краснослободский.

## Население

### Численность
- 2004 год — 29 хозяйств, 63 жителя.

### Динамика
- 1908 год — 1 двор, 9 жителей.
- 1959 год — 246 жителей (согласно переписи).
- 2004 год — 29 хозяйств, 63 жителя.